# Arno Paduch
Arno Paduch (* 1965 in Hattersheim am Main) ist ein deutscher Zinkenist, Dirigent und Musikwissenschaftler.

## Leben
Nach dem Abitur am Burggymnasium in Friedberg (Hessen) studierte er zunächst Musikwissenschaft in Frankfurt am Main und anschließend Zink und historische Aufführungspraxis an der Schola Cantorum Basiliensis. Während seines Studiums in Basel erhielt er 1992 einen Lehrauftrag für Zink und Ensemblemusik an der Abteilung für Alte Musik der Hochschule für Musik und Theater „Felix Mendelssohn Bartholdy“ in Leipzig, wo er noch heute tätig ist. 1995 gründete er in Leipzig das Johann Rosenmüller Ensemble für Musik des 17. Jahrhunderts.
Als Dirigent und Zinkenist hat er mit dem Johann Rosenmüller Ensemble Konzerte in Deutschland, unter anderem bei der Ansbacher Bachwoche, den Händelfestspielen in Halle/Saale, dem MDR-Musiksommer, dem Rheinisch-Westfälischen Musikfest, den Leipziger Bachtagen, den Heinrich-Schütz-Musiktagen in Bad Köstritz und Weißenfels, den Aschaffenburger Bachtagen, sowie in Tschechien, Polen, Österreich und in der Schweiz gegeben.
Als einer der beiden Intendanten war er maßgeblich an der Realisierung des 43. Internationalen Heinrich-Schütz-Festes in Hannover 2011 beteiligt. Im Herbst 2014 wurde ihm die Intendanz des Festivals Dalheimer Sommer im ehemaligen Kloster Dalheim in Lichtenau/Westfalen übertragen, das er bis zum Sommer 2018 leitete. Im Oktober 2015 wurde er in den Beirat und im November 2018 zum Präsidenten der Internationalen Heinrich-Schütz-Gesellschaft gewählt.

## Diskographie
- Johann Rosenmüller: Deutsche Geistliche Konzerte, Christophorus CHR 77227
- Johann Caspar Kerll: Missa in fletu solatium obsidionis Viennensis, Christophorus CHR 77249
- Albrecht von Brandenburg und die Reformation, Christophorus CHR 77254
- Johann Pachelbel: Geistliche Festmusik, Christophorus CHR 77257
- Sebastian Knüpfer – Thomaskantor: Geistliche Konzerte, Christophorus CHR 77276
- Andreas Hammerschmidt: Geistliche Vokalmusik in Zusammenarbeit mit dem Knabenchor Hannover, Rondeau Production ROP 7001 – Ausgezeichnet mit dem Echo Klassikpreis
- Coronatio Solemnissima – Die Krönung Kaiser Leopold I. (1658). Werke von A. Bertali, J. H. Schmelzer u. a., Christophorus CHR 77283
- Michael Praetorius: Michaelisvesper in Zusammenarbeit mit dem Knabenchor Hannover, Rondeau Production ROP 7007
- Johann Rosenmüller: Venezianische Abendmusik, Christophorus CHR 77333
- Davon ich singen und sagen will – Eine musikalische Hommage an Martin Luther in Zusammenarbeit mit dem Bach-Chor Siegen, Gerth Medien 939435
- Michael Altenburg: Gaudium Christianum 1617 – Festmusik zur Reformationsfeier in Zusammenarbeit mit dem Kammerchor Bad Homburg, Christophorus CHR 77363
- Johann Caspar von Kerll: Missa in fletu solatium obsidionis Viennensis (Die Osmanen vor Wien 1683) sowie Sonata,  Ama cor meum, Triumphate sidera, Passacaglia in d, Tota pulchra es Maria, Canzona, Admiramini fideles, Angelorum esca, Johann Rosenmüller Ensemble, Christophorus CHR 77358
- Johann Rosenmüller: Marienvesper, Rondeau Production ROP 7015
- Daniel Bollius: Johannes Oratorium, Originaltitel: Representatio harmonica conceptionis et nativitatis S Joannis Baptistae, Christophorus CHR 77389
- Georg Philipp Telemann: Ein' feste Burg ist unser Gott – Festliche Kantaten zum Reformationstag und Michaelisfest, Christophorus CHR 77405
- Verleih uns Frieden – Musik zum Dreißigjährigen Krieg, Christophorus CHR 77424